# Indústria e Comércio de Plásticos Reforçados Mirage
Indústria e Comércio de Plásticos Reforçados Mirage war ein brasilianischer Hersteller von Automobilen.

## Unternehmensgeschichte
Das Unternehmen aus São Paulo übernahm 1976 ein Projekt von Lorena. 1977 begann die Produktion von Automobilen. Der Markenname lautete Mirage. 1981 endete die Produktion. Insgesamt entstanden fünf Fahrzeuge.
Es bestand keine Verbindung zur anderen brasilianischen Automarke Mirage.

## Fahrzeuge
Das einzige Modell GT war ein Sportwagen. Üblicherweise als Coupé karosseriert, entstand auch ein Cabriolet. Die Karosserie bestand aus Fiberglas und war auffallend flach. An der Fahrzeugfront befanden sich zwei Rundscheinwerfer pro Seite. Zumindest ein Fahrzeug basierte auf dem Fahrgestell vom VW SP 2.
Das einzige Cabriolet existiert noch und wurde 2010 restauriert.